# Siroko
Siroko fou una marca catalana de motocicletes de velocitat, fabricades a Barcelona entre 1978 i 1981.
Les Siroko muntaven tota mena de motors (Yamaha, Bultaco, Montesa), però les més famoses duien l'austríac Rotax (motiu pel qual es coneixien com a Siroko-Rotax). Els bastidors eren dissenyats per Antonio Cobas, enginyer de gran prestigi que anys a venir creà la JJ Cobas, Campiona del Món de 125cc el 1989 amb Àlex Crivillé. Cobas, però, abandonà Siroko cap a l'agost de 1981.
Un dels pilots que competiren al Mundial de 250cc amb les Siroko fou Sito Pons, que les pilotà la temporada de 1981, uns anys abans de despuntar internacionalment i assolir dos títols mundials amb Honda.